# Braffe
Braffe (signification : « prairies, habitat dispersé ou prés marécageux ») est une section de la ville belge de Péruwelz, située en Région wallonne dans la province de Hainaut.

## Évolution démographique
- Sources : INS, Rem. : 1831 jusqu'en 1970 = recensements, 1976 = nombre d'habitants au 31 décembre.

## Histoire
Pourtant, la mention de Braffe n'apparaît qu’en 1098. L'autel de Brafia est alors donné à l'abbaye de Liessies. Sur le plan juridique, la seigneurie de Braffe-Quesnoy dépend de la baronnie de Leuze.
Au début du XIXe siècle, la principale activité du village est l'agriculture et l’élevage. Une petite industrie locale s'y est développée, à savoir une briqueterie et deux marchands de bas. Braffe possédait également un moulin à vent édifié en 1741 (classé par le patrimoine en 1944), mais détruit par la tempête en novembre 1969.
Aujourd'hui, dépourvu de tout commerce, ce village rural et tranquille se transforme en localité résidentielle ; on y bâtit et sa population croît.

## Patrimoine, curiosités et culture

### Patrimoine et curiosités
Devant l'église Saint-Michel se trouve une croix ansée, dont le pied octogonal est formé de deux carrés sculptés en quinconce avec reliefs. Si cette croix est d'origine, elle dénote la présence à Braffe des Templiers, vers le XIIe ou XIIIe siècle.

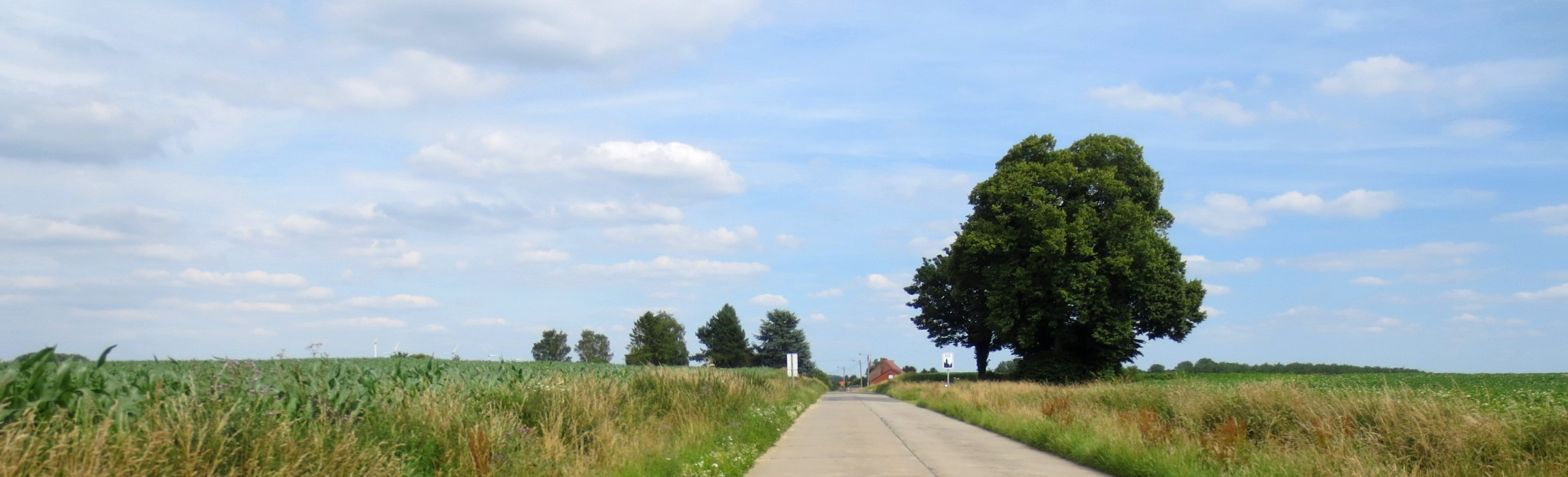
Braffe.

## Vie associative

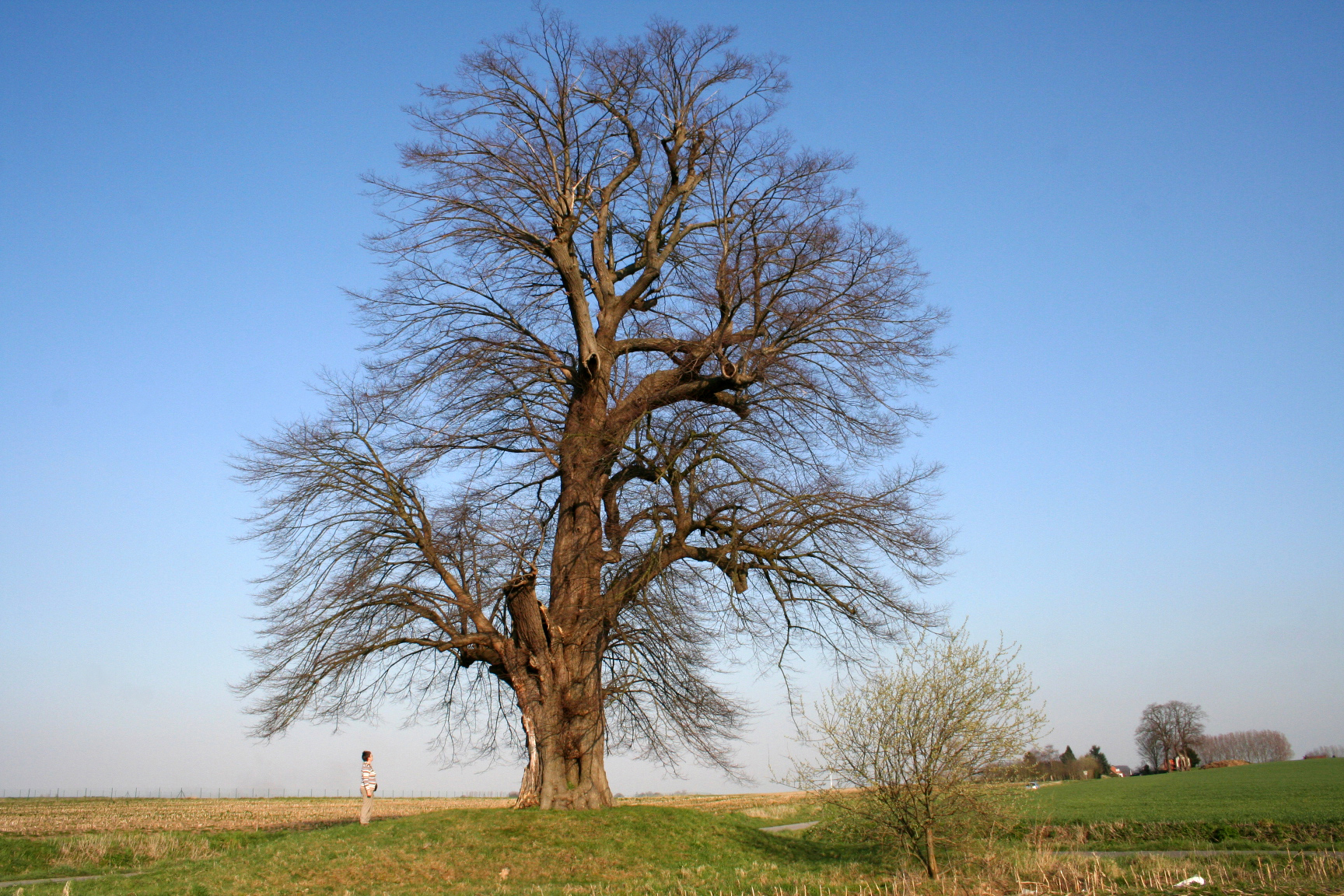
Le vieux tilleul, situé non loin du château de Wadergnies, et dont l'âge était estimé à 400 ans lorsqu'il fut sérieusement endommagé par une mini-tornade, le 29 décembre 2011.

### Sources
- « Braffe », sur Cercle d'histoire et d'archeologie des… (consulté le 28 décembre 2023)

- 2009. « Braffe » dans « Histoire & Patrimoine des communes de Belgique, province du Hainaut ». Bruxelles, éditions Racines, p. 475.

- 1996. « Braffe ». Dans revue du cercle des Deux Vernes, n°0 (1996/1), Wiers, éd. du Cercle des Deux Vernes, pp. 7-8.